# Lloyd Biggle, jr.
Lloyd Burdell Biggle, jr. (* 17. April 1923 in Waterloo, Iowa; † 12. September 2002) war ein US-amerikanischer Science-Fiction-Autor und Musikwissenschaftler.

## Leben
Biggle diente im Zweiten Weltkrieg zehn Jahre lang – von 1936 bis 1946 – bei der Infanterie und wurde zweimal verwundet; bei seiner letzten Verletzung kurz vor Kriegsende in der Nähe der Elbe erlitt er eine Schrapnell-Wunde am Bein, die ihn für den Rest seines Lebens behinderte. Nach dem Krieg setzte er seine Ausbildung an der Wayne State University in Detroit fort und promovierte an der University of Michigan in Ann Arbor im Fach Musikwissenschaft. Danach lehrte er hier und an der Eastern Michigan University in Ypsilanti. 1955 machte er sich als freischaffender Autor selbständig.
Seine Science-Fiction- und Detektivgeschichten, die oft beide Genres vermischten, führten künstlerische und ästhetische Themen in die Science-Fiction ein, oft verbunden mit dem Thema Musik, der Biggles Aufmerksamkeit von jeher gehörte. Seine Erzählung The Tunesmith (etwa: Der Klangschmied) ist ein Beispiel dafür. Weitere wiederkehrende Motive in seinen Texten sind Transmitter, PSI-Fähigkeiten und die Rechte unterentwickelter Kulturen auf Selbständigkeit – wobei es manchmal die Menschen sind, die sich in der Rolle der Zurückgebliebenen finden. Über den interplanetaren Detektiv „Jan Darzek“ schrieb er fünf Romane, die bis auf einen auch auf Deutsch erschienen. In den 1980er Jahren verlegte er sich auf Kriminalgeschichten, darunter auch neue Sherlock-Holmes-Abenteuer. Erst kurz vor seinem Tod erschien noch ein weiterer Science-Fiction-Roman.
Biggle starb 2002 im Alter von 79 Jahren nach einem zwanzig Jahre währenden Kampf gegen seine Leukämie.

## Bibliografie

### Serien und Zyklen
Die Serien sind nach dem Erscheinungsjahr des ersten Teils geordnet.
Terran Federation (Kurzgeschichten)
- 1 The Man Who Wasn’t Home (in: Fantastic Science Fiction Stories, September 1960; auch: Orphan of the Void, 1972)
  - Deutsch: Weltraumwaise. In: Lloyd Biggle, jr.: Die Muse aus Metall. 1973.
- 2 Monument (in: Analog Science Fact → Fiction, June 1961)
- 3 Still, Small Voice (in: Analog Science Fact → Fiction, April 1961)

Jan Darzek
- 1 All the Colors of Darkness (1963; auch: All the Colours of Darkness, 1964)
  - Deutsch: Für Menschen verboten. Übersetzt von Tony Westermayr. Goldmanns Weltraum Taschenbücher #048, 1964.
- 2 Watchers of the Dark (1966)
  - Deutsch: Wächter der Dunkelheit. Übersetzt von Birgit Reß-Bohusch. Moewig Terra TB #173, 1969.
- 3 This Darkening Universe (1975)
- 4 Silence Is Deadly (1977)
  - Deutsch: Das tödliche Schweigen. Übersetzt von Hans Maeter. Heyne Science Fiction & Fantasy #3865, 1982, ISBN 3-453-30751-8.
- 5 The Whirligig of Time (1979)
  - Deutsch: Die Sonnenmacher. Übersetzt von Jürgen Saupe. Pabel (Terra Taschenbuch #341), 1981.
- Whom the Gods Love (in: The Magazine of Fantasy and Science Fiction, November 1971)

Interplanetary Relations Bureau
- 1 The Still, Small Voice of Trumpets (1968)
  - Deutsch: Fanfaren der Freiheit. Goldmanns Weltraum Taschenbücher #0100, 1969.
- 2 The World Menders (1971)
  - Deutsch: Die Weltverbesserer. Übersetzt von Eva Sander. Pabel (Terra Taschenbuch #233), 1974.
- The King Who Wasn’t (in: Analog Science Fiction and Fact, September 2001)
- Perchance to Dream (in: Analog Science Fiction and Fact, September 2002)
- Of the Zornler, by the Zornler … (in: Analog Science Fiction and Fact, June 2003)
- The Pristine Planet (in: Analog Science Fiction and Fact, March 2003)
- The Problem of the Gourmet Planet (in: Analog Science Fiction and Fact, November 2003)

Sherlock Holmes
- The Quallsford Inheritance: A Memoir of Sherlock Holmes from the Papers of Edward Porter Jones, His Late Assistant (1986)
- The Glendower Conspiracy: A Memoir of Sherlock Holmes: From the Papers of Edward Porter Jones, His Late Assistant (1990)

J. Pletcher Mystery
- 1 Interface for Murder (1987)
- 2 A Hazard of Losers (1991)
- 3 Where Dead Soldiers Walk (1994)
- 4 Murder Jambalaya (2012)

### Romane
- A Taste of Fire (in: Amazing Science Fiction Stories, August 1959; auch: The Angry Espers, 1961)
  - Deutsch: Die Unbesiegbaren. Übersetzt von Walter K. Baumann. Moewig (Terra Sonderband #47), 1961. Auch als: Invasion der Supermenschen. Übersetzt von Tony Westermayr. Goldmanns Weltraum Taschenbücher #0109, 1969.
- The Fury Out of Time (1965)
  - Deutsch: Spiralen aus dem Dunkel. Goldmanns Weltraum Taschenbücher #096, 1968.
- The Light That Never Was (1972)
  - Deutsch: Planet des Lichts. Übersetzt von Eva Sander. Pabel (Terra Taschenbuch #239), 1974.
- Monument (1974)
  - Deutsch: Monument für ein Genie. Übersetzt von Frank Weyrich. Moewig (Bibliothek Science Fiction), 1980, ISBN 3-8118-0196-1.
- Alien Main (Reihe Alien Island #2, 1985; mit T. L. Sherred)
- The Chronocide Mission (2002)
- The World That Death Made (2013; mit Kenneth Lloyd Biggle)
- Murder Applied For: A Classic Crime Mystery (2013; mit Kenneth Lloyd Biggle)
- Cronus of the D.F.C. (2019, Kurzroman)

### Sammlungen
- The Rule of the Door and Other Fanciful Regulations (1967; auch: Out of the Silent Sky, 1977; auch: The Silent Sky, 1979)
  - Deutsch: Verbrechen in der Zukunft. Übersetzt von Tony Westermayr. Goldmanns Weltraum Taschenbücher #098, 1968.
- The Metallic Muse (1972)
  - Deutsch: Die Muse aus Metall. Übersetzt von Tony Westermayr. Goldmann Science Fiction #0174, 1973, ISBN 3-442-23174-4.
- A Galaxy of Strangers (1976)
  - Deutsch: Der Tag ist nicht mehr fern. Übersetzt von Jürgen Saupe. Goldmann Science Fiction #23303, 1979, ISBN 3-442-23303-8.
- The Grandfather Rastin Mysteries (2007). Darin enthalten:
  - The Automation Mystery
  - A Case of Heredity
  - The Fabulous Fiddle
  - The Face Is Familiar
  - The Gentle Swindler
  - The Great Horseshoe Mystery
  - The Knave of Hearts
  - The Lesser Thing
  - A Matter of Friendship
  - The Mother Goose Murder
  - The Pair of Knaves
  - The Phantom Thief
  - The Unasked Question
  - The Unmurdered Professor
- The Lloyd Biggle, Jr. Megapack (2014; auch: The Best of Biggle)
- The Light That Never Was / Monument (Sammelausgabe)

### Kurzgeschichten
1953
- Judgement Day (1953; auch: Judgment Day, 1958)
  - Deutsch: Der Jüngste Tag. In: Lloyd Biggle, jr.: Verbrechen in der Zukunft. 1968. Auch als: Tag des Gerichts. In: Isaac Asimov, Charles G. Waugh und Martin H. Greenberg (Hrsg.): Faszination der Science Fiction. Bastei Lübbe Science Fiction Special #24068, 1985, ISBN 3-404-24068-5.

1956
- Gypped (in: Galaxy Science Fiction, July 1956)

1957
- Cronus of the D. F. C. (in: If, February 1957; auch: D. F. C., 1967)
  - Deutsch: Verbrechen in der Zukunft. In: Lloyd Biggle, jr.: Verbrechen in der Zukunft. 1968.
- Male Refuge (in: Saturn, May 1957)
- Leading Man (in: Galaxy Science Fiction, June 1957)
  - Deutsch: Hauptdarsteller. In: Lloyd Biggle, jr.: Die Muse aus Metall. 1973.
- … On the Dotted Line (in: If, June 1957; auch: On the Dotted Line, 1977)
  - Deutsch: Reklame für Jupiter. In: Lloyd Biggle, jr.: Verbrechen in der Zukunft. 1968.
- The Tunesmith (in: If, August 1957; auch: Tunesmith, 2001)
  - Deutsch: Der Notenschmied. In: Lloyd Biggle, jr.: Die Muse aus Metall. 1973.
- Silence Is Deadly (in: If, October 1957)
- Lesson in Biology (in: Fantastic Universe, November 1957)
- D.F.C. (1957)
  - Deutsch: Verbrechen in der Zukunft. In: Lloyd Biggle, jr.: Verbrechen in der Zukunft. Goldmanns Weltraum Taschenbücher #98, 1968.

1958
- The Rule of the Door (in: Galaxy Science Fiction, February 1958)
  - Deutsch: Die Weisheit des Großen Kom. In: Lloyd Biggle, jr.: Verbrechen in der Zukunft. 1968.
- The Orzu Problem (in: Saturn, March 1958)
- Spare the Rod (in: Galaxy Science Fiction, March 1958)
  - Deutsch: Ein Geigenlehrer braucht Humor. In: Lloyd Biggle, jr.: Die Muse aus Metall. 1973.
- Morgan’s Lucky Planet (in: Imagination, April 1958)
- Bridle Shower (in: Galaxy Science Fiction, May 1958; auch: Secret Weapon, 1967)
  - Deutsch: Die Geheimwaffe. In: Lloyd Biggle, jr.: Verbrechen in der Zukunft. 1968.
- The Madder They Come (in: Fantastic, June 1958)
- Petty Larceny (in: Satellite Science Fiction, August 1958)
  - Deutsch: Geschäft ist Geschäft. In: Lloyd Biggle, jr.: Verbrechen in der Zukunft. 1968.
- Who’s on First? (in: If, August 1958)
  - Deutsch: Wer ist Spitzenreiter? In: Lloyd Biggle, jr.: Der Tag ist nicht mehr fern. 1979.
- On the Double (in: Galaxy Science Fiction, September 1958)
- Who Steals My Mind (in: Fantastic, October 1958; auch: Who Steals My Mind…, 2014)
- Who’s On First ? (1958)
  - Deutsch: Wer ist Spitzenreiter ? In: Lloyd Biggle, jr.: Der Tag ist nicht mehr fern. 1979.

1959
- They Live Forever (in: Satellite Science Fiction, March 1959)
- Traveling Salesman (in: Fantastic Universe, May 1959)
- Mating Instinct (in: Super-Science Fiction, June 1959)
- First Love (in: Amazing Science Fiction Stories, September 1959)
  - Deutsch: Erste Liebe. In: Lloyd Biggle, jr.: Der Tag ist nicht mehr fern. 1979.
- Hornets’ Nest (in: If, September 1959; auch: Hornet’s Nest, 2014)

1960
- The Botticelli Horror (in: Fantastic Science Fiction Stories, March 1960)
  - Deutsch: Der venusische Nachtmantel. In: Lloyd Biggle, jr.: Die Muse aus Metall. 1973.
- Esidarap ot Pirt Dnuor (in: If, November 1960; auch: Round Trip to Esidarap, 1962)
  - Deutsch: Hin und zurück nach Seidarap. In: Lloyd Biggle, jr.: Der Tag ist nicht mehr fern. 1979.
- Orphan of the Void (1960)
  - Deutsch: Weltraumwaise. In: Lloyd Biggle, jr.: Die Muse aus Metall. 1973.
- Round Trip to Seidarap (1960)
  - Deutsch: Hin und zurück nach Seidarap. In: Lloyd Biggle, jr.: Der Tag ist nicht mehr fern. 1979.

1961
- The Well of the Deep Wish (in: If, March 1961; auch: Well of the Deep Wish, 1972)
  - Deutsch: Quell der tiefen Sehnsucht. In: Lloyd Biggle, jr.: Die Muse aus Metall. 1973.
- Music to Murder By (in: Ellery Queen’s Mystery Magazine, July 1961)
- Well of the Deep Wish (1961)
  - Deutsch: Quell der tiefen Sehnsucht. In: Lloyd Biggle, jr.: Die Muse aus Metall. 1973.

1963
- A Slight Case of Limbo (in: Analog Science Fact → Science Fiction, April 1963)
  - Deutsch: Wartezeit 2000 Jahre. In: Lloyd Biggle, jr.: Verbrechen in der Zukunft. 1968.
- Wings of Song (in: The Magazine of Fantasy and Science Fiction, November 1963)
  - Deutsch: Der letzte Baum. In: Lloyd Biggle, jr.: Verbrechen in der Zukunft. Goldmanns Weltraum Taschenbücher #98, 1964. Auch als: Die Violine. In: Charlotte Winheller (Hrsg.): Musik aus dem All. Heyne Allgemeine Reihe #286, 1964.

1965
- Pariah Planet (in: Worlds of Tomorrow, March 1965; auch: The Perfect Punishment, 1967)
  - Deutsch: Gerechte Strafe. In: Lloyd Biggle, jr.: Verbrechen in der Zukunft. 1968.

1966
- And Madly Teach (in: The Magazine of Fantasy and Science Fiction, May 1966)
  - Deutsch: Lernen nach alter Art. In: Lloyd Biggle, jr.: Der Tag ist nicht mehr fern. 1979.

1967
- The Double-Edged Rope (in: Analog Science Fiction → Science Fact, June 1967)
  - Deutsch: Das zweischneidige Seil. In: Lloyd Biggle, jr.: Der Tag ist nicht mehr fern. 1979.

1968
- In His Own Image (in: The Magazine of Fantasy and Science Fiction, January 1968)
  - Deutsch: Das Auge des Bösen. In: Lloyd Biggle, jr.: Die Muse aus Metall. 1973.

1971
- The Frayed String on the Stretched Forefinger of Time (in: The Magazine of Fantasy and Science Fiction, May 1971)
  - Deutsch: Die höhere Instanz. In: Terry Carr (Hrsg.): Die Königin der Dämonen. König Taschenbücher #29, 1973, ISBN 3-8082-0072-3.

1973
- Beachhead in Utopia (1973, in: Roger Elwood (Hrsg.): Omega)

1974
- No Biz Like Show Biz (in: Analog Science Fiction/Science Fact, May 1974)
  - Deutsch: Die Bretter, die die Welt bedeuten. In: Lloyd Biggle, jr.: Der Tag ist nicht mehr fern. 1979.
- What Hath God Wrought! (1974, in: Roger Elwood (Hrsg.): Strange Gods)
  - Deutsch: Was Gott tut, das ist wohlgetan. In: Lloyd Biggle, jr.: Der Tag ist nicht mehr fern. 1979.
- Eye for an Eye (1974, in: Roger Elwood (Hrsg.): The Far Side of Time: Thirteen Original Stories)
  - Deutsch: Auge um Auge. In: Lloyd Biggle, jr.: Der Tag ist nicht mehr fern. 1979.

1978
- The Weariest River (in: Omni, November 1978)
  - Deutsch: Sterbehilfe. In: Ben Bova (Hrsg.): Das Beste aus Omni 1. Goldmann Science Fiction #23421, 1983, ISBN 3-442-23421-2.

2000
- The Case of the Headless Witness (2000, in: Ed Gorman (Hrsg.): The World’s Finest Mystery and Crime Stories: First Annual Collection)

2004
- The Unnullified World (2004, in: Martin H. Greenberg und Mark Tier (Hrsg.): Visions of Liberty)

2014
- An Alien By Any Other Name (2014, in: The Best of Biggle)

### Anthologien
- Nebula Award Stories 7 (1972)
  - Deutsch: Gute Nachrichten aus dem Vatikan und andere Nebula-Preis-Stories 1. Moewig (Playboy Science Fiction #6721), 1981, ISBN 3-8118-6721-0.